# Zodiac Suite: Reassured
Zodiac Suite: Reassured ist ein Jazzalbum von Jeong Lim Yang. Die am 16. Mai 2021 im Douglass Recording Studio, New York City, entstandenen Aufnahmen erschienen 2022 auf Fresh Sound New Talent.

## Hintergrund
Jeong Lim Yangs zweites Album Zodiac Suite: Reassured ist eine Neuinterpretation der zwölfsätzigen Zodiac Suite (1945) von Mary Lou Williams, einer brillanten Arrangeurin der Swing-Ära, die ihre klassische Trio-Suite basierend auf den zwölf Sternzeichen auf ihrem gleichnamigen Konzeptalbum aufnahm. Die Musik habe in späteren Jahren zahlreiche Musiker inspiriert, schrieb Peter Margasak, darunter Geri Allen (Zodiac Suite: Revisited, 2006), Dave Douglas (Soul on Soul: Celebrating Mary Lou Williams, 2000) und der Pianist Chris Patishall (Zodiac, 2021), des Weiteren die von Pierre-Antoine Badaroux geleitete Umlaut Big Band (Mary's Ideas, 2021).

## Titelliste
- Jeong Lim Yang: Zodiac Suite: Reassured (Fresh Sound New Talent)

1. Pisces 4:35
2. Aries 6:15
3. Taurus 5:41
4. Gemini 4:32
5. Cancer 3:07
6. Leo 4:18
7. Virgo 5:11
8. Libra 5:49
9. Scorpio 6:42
10. Sagitarius 5:25
11. Capricorn 4:43
12. Aquarius 6:07
13. Madam, Thank You, Madam (Yang) 4:37

Wenn nicht anders vermerkt, stammen die Kompositionen von Mary Lou Williams.

## Rezeption

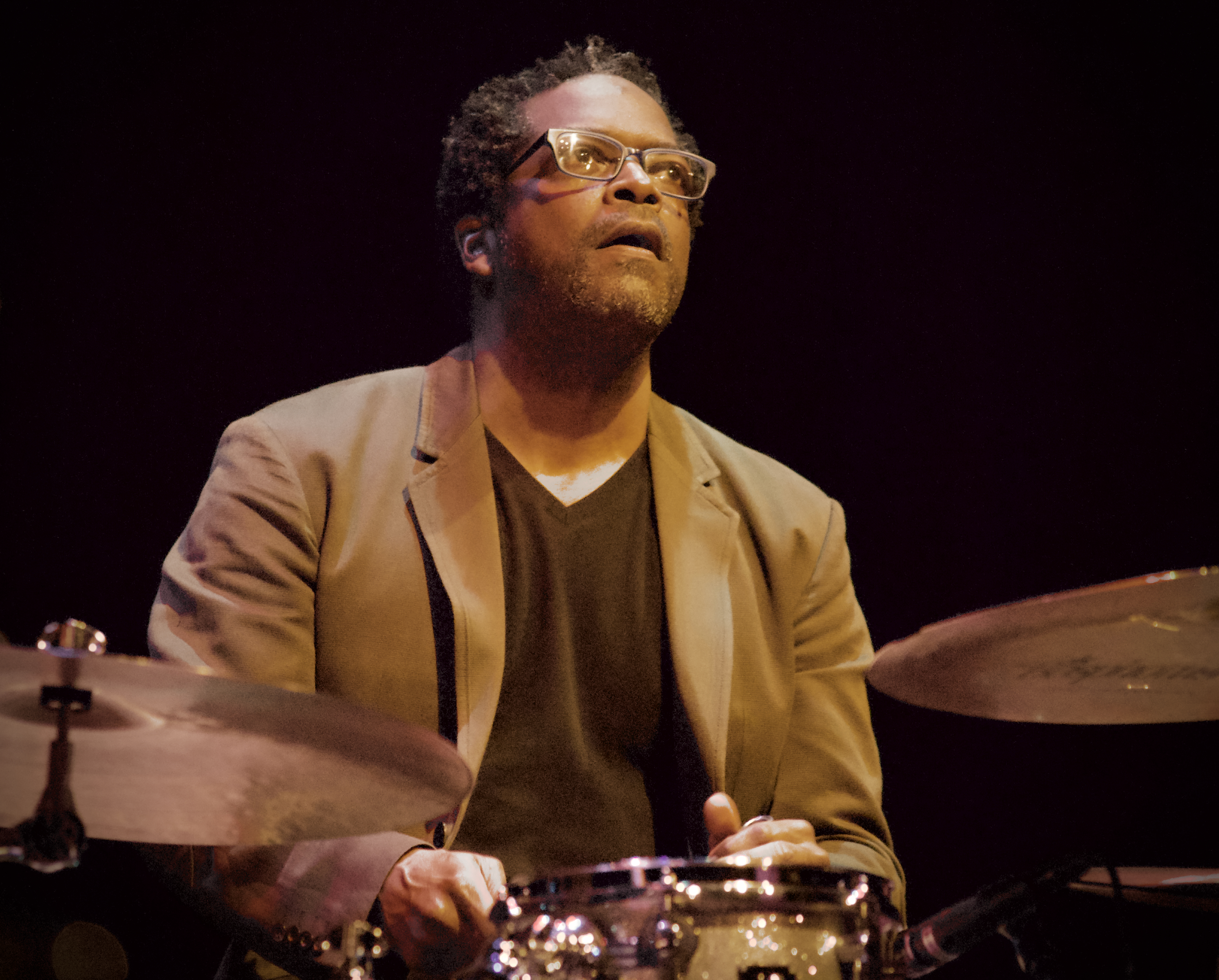
Gerald Cleaver (2014)

Yangs Neuinterpretation der Zodiac Suite von Mary Lou Williams laufe frei und wild, meinte Dave Sumner (Bandcamp Daily), wodurch diese Manifestationen des Blues umso stärker nachhallen würden. Die Bassistin, zusammen mit dem Pianisten Santiago Leibson und dem Schlagzeuger Gerald Cleaver, wähle eher eine inspirierte Herangehensweise als eine direkte Hommage [an Williams] und nutze den Spielraum, der sich ihr dadurch biete, hervorragend aus. Reassured klinge wie „ein Fiebertraum von Williams’ Musik, der zwischen rasenden Abweichungen und plötzlichem Auftauchen der Originalstücke hin und her wechselt“, und das sei nur eine der reizvollen Eigenschaften dieser Aufnahme.
Nach Ansicht von Peter Margasak (Complete Communion/The Quietus) scheint die Zeit die atemlose Vitalität und Originalität der Pianistin und Komponistin Mary Lou Williams einzuholen. Die Aufnahme Yangs würde nicht nur die erfinderischen Soli von Williams einfangen, sondern auch die Klarheit ihres kompositorischen Genies zur Geltung bringen. Es sei zweifellos eine der einzigartigsten Aufnahmen der Bebop-Ära. Die Bassistin Jeong Lim Yang drücke dieser Musik mit einer exzellenten neuen Darstellung der Suite ihren ganz eigenen Stempel auf. Die Bassistin würde dabei oft mit harmonischem und melodischem Material herumspielen, um die Themen nur anzudeuten, wenn sie einige der Interpretationen einleite, aber die unauslöschlichen Formen von Williams könnten nicht lange verschleiert werden. Ihr Instrument stehe zwar im Vordergrund, ihre Linienführung mit ihrer gewichtigen Präsenz, die Leibson einen größeren Spielraum bei der Bearbeitung des Materials lasse. Dieses Album sei ein verborgenes Juwel, so das Resümee.